# Animomyia nigris
Animomyia nigris là một loài bướm đêm trong họ Geometridae.